# El misterio de Cloomber
El misterio de Cloomber es una novela del escritor británico Sir Arthur Conan Doyle. La historia es narrada por John Fothergill West, un escocés que se ha trasladado con su familia desde Edimburgo a Wigtownshire para cuidar el patrimonio de William Farintosh, el medio hermano de su padre. Fue publicada por primera vez en 1889.

## Resumen
Cerca de la residencia Branksome, a donde se han trasladado Fothergill y su familia, hay otra, la Residencia Cloomber (Cloomber Hall), deshabitada durante muchos años. Posteriormente se instala en ella el general de división John Berthier Heatherstone, que anteriormente formó parte del ejército británico en la India, y cuyo notorio nerviosismo actual llega al punto de la paranoia. A medida que la historia se desarrolla, se hace evidente que sus temores están relacionados con su pasado en la India, específicamente con algunas personas a las que ha ofendido de alguna manera. En presencia del general la gente suele oír un sonido extraño, como el tañido de una campana,  el cual parece ser la causa del gran malestar que él sufre. Cada año, su paranoia alcanza su clímax alrededor del 5 de octubre, después del cual sus temores disminuyen por un tiempo. Unos días después de su llegada a Cloomber Hall, hay un naufragio en la bahía, y entre los sobrevivientes hay tres sacerdotes budistas que habían abordado el barco en Kurrachee.
Cuando John Fothergill West menciona la existencia de los sacerdotes al general (con cuya hija, Gabriel, está comprometido), éste último se resigna a su suerte y rechaza cualquier ayuda que West pueda ofrecer. Una noche, los tres sacerdotes budistas hacen salir de Cloomber Hall, mediante algún tipo de fuerza sobrenatural, al general Heatherstone y al cabo Rufus Smith (que había compartido las luchas en la India con el general Heatherstone, y que al parecer se encuentra bajo la misma amenaza que enfrenta el general). Con sus poderes psíquicos, los sacerdotes mantienen a los dos ex soldados totalmente bajo control y los llevan a través de los pantanos hasta la Hoya de Cree, un pozo sin fondo en el centro del pantano, donde o bien lanzan a los soldados o les ordenan arrojarse al pozo. El general había dejado a su hijo un paquete, con instrucciones de entregarlo a West en caso de su muerte o desaparición. Cuando West abre el paquete encuentra unos papeles viejos y una carta. En ella el general le solicita a West leer los papeles, que son páginas de un diario que el general había llevado en sus días en el ejército de la Compañía Inglesa de las Indias Orientales. Al leer estos documentos West desentraña el misterio de Cloomber. 
Cuando formó parte del ejército durante la primera guerra Anglo-Afgana, más de cuarenta años antes, el general luchó contra los afridis en los pasos del Hindu-Kush. Después de derrotarlos en una batalla, los persigue hasta atraparlos en un callejón sin salida. Cuando avanza hacia los restos de las fuerzas enemigas con la intención de aniquilarlos, un anciano sale de una cueva y le impide llevar a cabo su proyecto, pero el general, junto con Rufus Smith, mata al anciano y materializa la masacre. Pero sucede que el anciano era un archi-adepto, un sacerdote budista que había alcanzado el cenit del sacerdocio budista. Sus chelas (estudiantes) juran vengar su muerte. Los tres chelas permiten al general sobrevivir por cuarenta años para prolongar su miseria y desesperación. El extraño sonido que parecía emanar de algún punto sobre la cabeza del general era el tañido de la campana astral pulsada por los chelas para recordarle que dondequiera que fuera, nunca escaparía de su ira.